# 糸巻き (弦楽器)

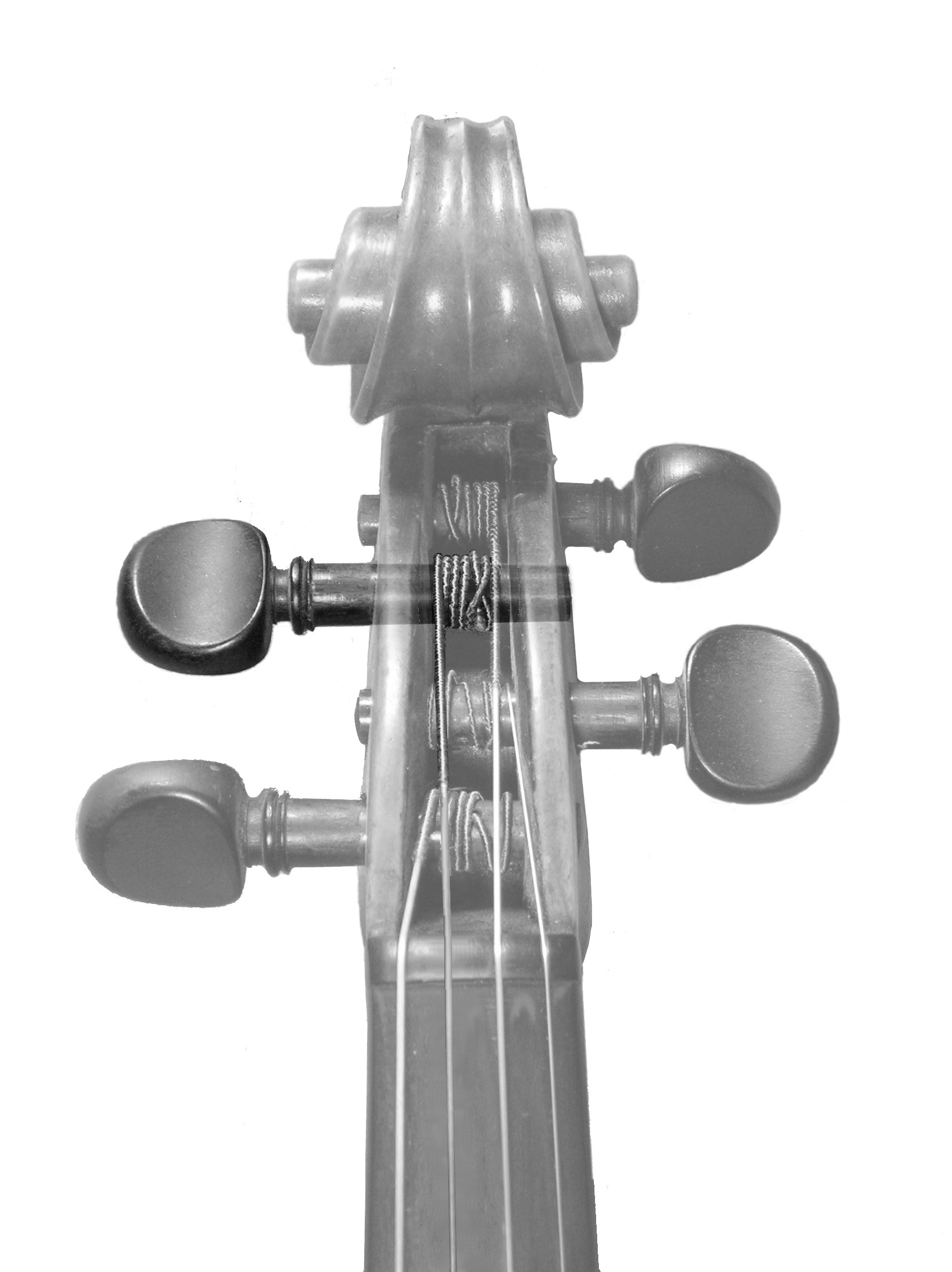
ヴァイオリンのフリクション・ペグ

ペグ（糸巻、転手）は、ギターやヴァイオリンなどの弦楽器で使用される部品。弦を楽器に固定して張力（テンション）を保つ役目を持つ。また駒と反対側に備えられ、弦を巻き取りながら調律することができる。チューナーとも呼ばれる。

## フリクション・ペグ
原始的なペグで、ヴァイオリン属や琵琶ほか古来からの伝統的な楽器で使用されている。これは木と木の摩擦で弦の張力を保つ仕組みになっており、精密に調整しない限り弦の張力に負けて調律が狂いやすい。しかし木から木へ伝わる音色は今でも好まれ、現在でも使用され続けている。

## ギアード・ペグ

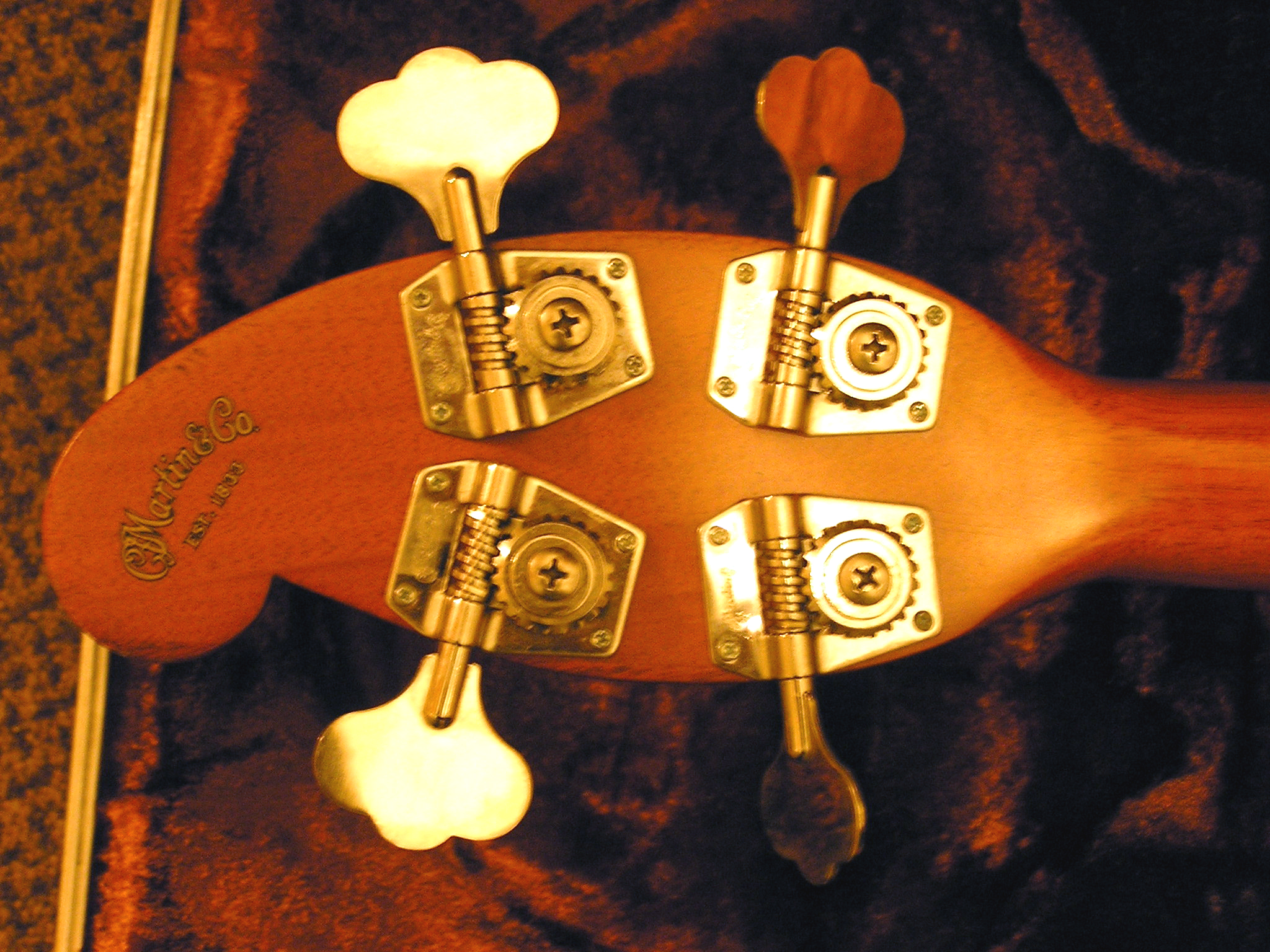
オープン・ギア型のペグ

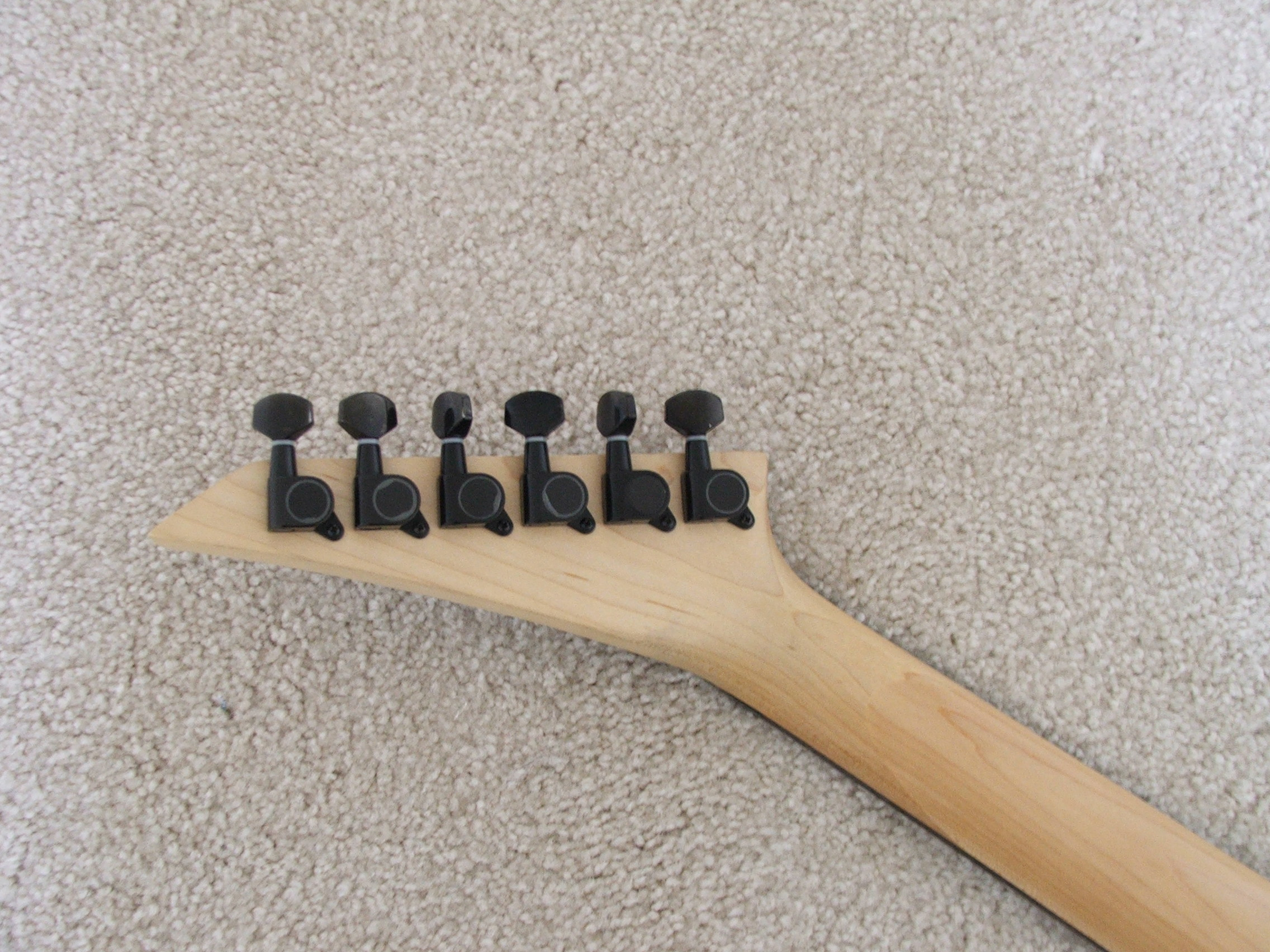
クローズド・ギア型のペグ

ウォームギヤを使用したペグで、コントラバスのように強い張力を持つ楽器にも使用に耐える構造になっている。

## ギターのペグ

### ノーマル式ペグ

#### クルーソン・タイプ
クルーソン社が開発したベーシックな構造をしたチューナー。オープンギアタイプのペグとの一番の違いはギアをカバーで覆っていて、そのカバー自体がウォームの軸受けを兼ねており、信頼性とコストダウンを両立している。ペグの取り付け穴にブッシュをはめ込んで、裏側からビスで固定する。カバーはプレートに爪で固定されているため、密閉されておらず、多くはグリス充填用の穴も開いている。そのため、古いものは内部でゴミが固まってしまうことがある。また、ウォームが強度のない真鍮製だったため、これが故障の原因となっていた。また、ギア比が12:1のため、精密なチューニングができなかった。発売当初はクルーソン社以外に信頼できるメーカーが少なく、ほぼクルーソン一社で供給していた。各ギター会社のデザインの要望に応えるなど多彩なデザインをラインナップしていたが、シャーラー社やグローバー社の台頭により1975年に倒産した。1994年、WDミュージック・プロダクツ社に商標が買われ、当時の設計通りの商品を供給している。後藤ガット社（ゴトー）などのクルーソンを模して作られている商品は、ウォームが鉄製になっており、ギア比も18:1に改良が加えられている。このタイプは後藤ガット社の製品がシェアの大半を占めており、フェンダーなどのリイシュー品にも採用されるほど、信頼度が高くなっている。ペグ孔径は表8.8mm、孔は段差加工されており、裏側が大きくなっている。

#### ロトマチック・タイプ
1950年代にグローバー社が開発したチューナー。「クローズドギア」とも呼ばれている。ダイカスト製のハウジングの中にギアとウォームを組み込んだ構造になっており、クルーソンと違い、密閉されている。また、トルク調整ができるように、ペグボタン上部にビスが取り付けてある。ウォームは鉄製で、クルーソンよりも丈夫である。一般的にクルーソン・タイプより精度が高いが重いため、交換するとサウンドに僅かながら影響を及ぼす。取り付けにはペグポストの根元に螺旋が切ってあり、差し込んだあとにナットで留め、裏側はビスで留める2重の構造。

### ロック式ペグ

#### トリムロック
スパーゼル社によって開発されたペグ。糸巻きの下側がノブになっており、これを緩めると糸巻きの弦通し穴内部にあるシャフトが下に下がる。弦通し穴に弦の先端を差し込んだ後にノブを締め込むと、シャフトが上昇して弦を固定する。フェンダー社の製品に多く採用されている。

#### ロッキング・チューナー
ポール・リード・スミス社独自開発のペグ。トリムロックの構造に対し、こちらはペグ上部にネジがついており締め込むことで弦が固定される。

#### マグナムロック
後藤ガット社によって開発されたロック式ペグ。他のロック式のようにネジで弦を固定するのではなく、弦の張力によって弦を固定するのが特徴。他のものに比べて構造が単純であるため、クルーソン・タイプのペグにもこの技術を使用できる。

### その他のペグ

#### H.A.P.
後藤ガット社によって開発された軸高を設定出来るペグ。正式名称は「Height Adjustable Post」。ナットにかかる弦の張力を各弦ごとに適正なテンションに調節でき、理想的な弦振動を得ることができる世界初のシステム。演奏時におけるサスティーンやアタック音も向上するとともに、奏者に合ったテンションコントロールができる。これを応用したアコースティックギターやレスポールなどのアングルド・ヘッドに特化した「H.A.P.-A」、上記のマグナムロックの機能を合わせ持った「H.A.P.-M」などもある。